# Parafia Świętej Trójcy w Krzywiczynach
Parafia Świętej Trójcy – rzymskokatolicka parafia, znajdująca się we wsi Krzywiczyny, należąca do dekanatu Wołczyn w diecezji kaliskiej.

## Historia parafii
Drewniany kościół parafialny Świętej Trójcy istniał w Krzywiczynach już w XVII wieku. Był to jednak kościół parafii ewangelickiej. Dopiero po zakończeniu II wojny światowej (w 1946 roku), została powołana parafia katolicka. Parafię zamieszkuje 1409 mieszkańców w tym 1371 wiernych.
Proboszczem jest ksiądz kanonik Bernard Płaszczyk.